# Fred H. Hildebrandt

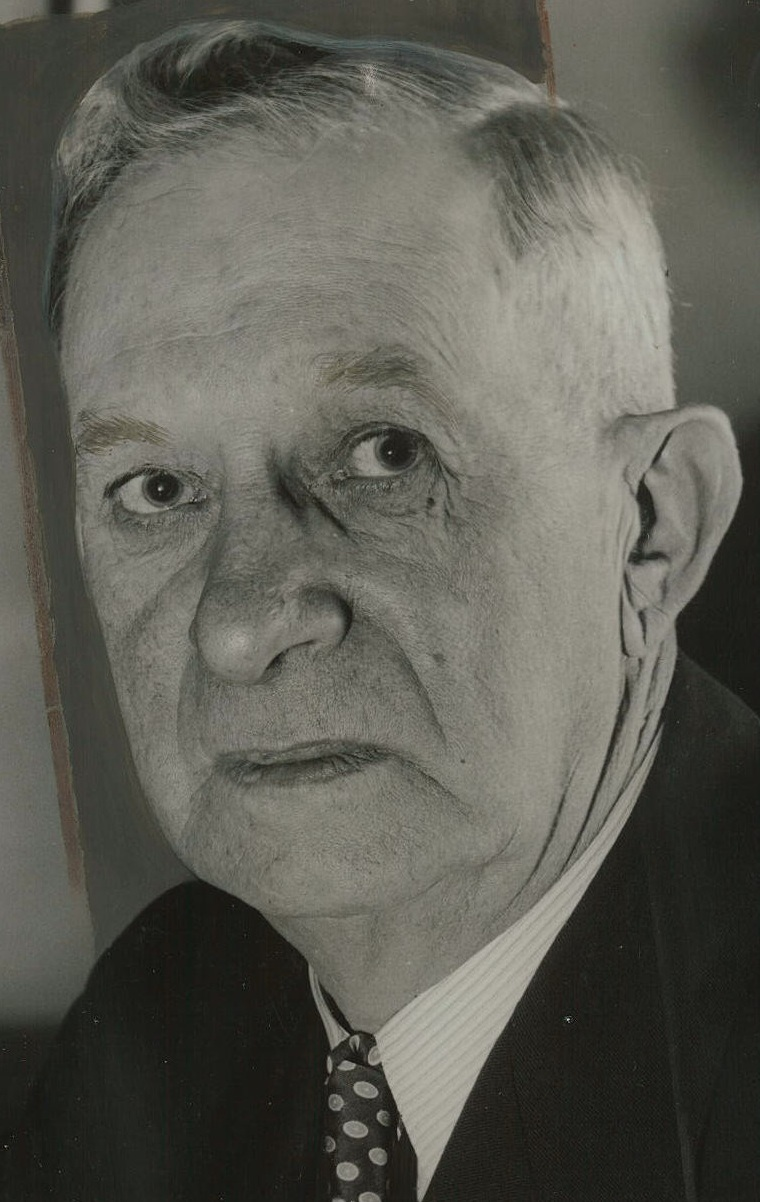
Fred H. Hildebrandt (1938)

Fred Herman Hildebrandt (* 2. August 1874 in West Bend, Wisconsin; † 26. Januar 1956 in Bradenton, Florida) war ein US-amerikanischer Politiker. Zwischen 1933 und 1939 vertrat er den ersten Wahlbezirk des Bundesstaates South Dakota im US-Repräsentantenhaus.

## Frühe Jahre und politischer Aufstieg
Im Jahr 1888 zog Fred Hildebrandt mit seinen Eltern nach Waupun, wo er die öffentlichen Schulen besuchte; im Jahr 1900 zog er nach Watertown in South Dakota. Zwischen 1903 und 1932 arbeitete er für die Eisenbahn. Politisch wurde er Mitglied der Demokratischen Partei. Von 1922 bis 1923 war er Abgeordneter im Repräsentantenhaus von South Dakota. Zwischen 1927 und 1931 war er auch Vorsitzender des Jagd- und Fischereiausschusses von South Dakota.

## Kongressabgeordneter und weiteres Leben
Bei den Kongresswahlen des Jahres 1932 wurde Hildebrandt im ersten Wahlbezirk South Dakotas in das US-Repräsentantenhaus gewählt. Dort löste er am 4. März 1933 Charles A. Christopherson von der Republikanischen Partei ab, den er in den Wahlen geschlagen hatte. Nach einigen Wiederwahlen konnte er sein Mandat im Kongress bis zum 3. Januar 1939 ausüben. Im Jahr 1938 verzichtete er auf eine erneute Kandidatur. Stattdessen kandidierte er innerhalb seiner Partei erfolglos für die Nominierung als US-Senator.
Im Jahr 1942 scheiterte sein Versuch einer Rückkehr in das US-Repräsentantenhaus. 1944 war er Delegierter zur Democratic National Convention, auf der Präsident Franklin D. Roosevelt zum vierten und letzten Mal als Präsidentschaftskandidat nominiert wurde. Danach zog sich Hildebrandt in den Ruhestand zurück. Er starb 1956 in Florida und wurde in Watertown beigesetzt.